# Новая Курья
Новая Курья — посёлок в Карасукском районе Новосибирской области. Входит в состав Чернокурьинского сельсовета.

## География
Площадь посёлка — 49 гектаров

## Население
| 2002 | 2007 | 2010 |
| ---- | ---- | ---- |
| 218  | ↘182 | ↘162 |

## История
Основан в 1925 г. В 1928 г. деревня Ново-Курья состояла из 63 хозяйств, основное население — русские. В составе Черно-Курьинского сельсовета Черно-Курьинского района Славгородского округа Сибирского края.

## Инфраструктура
В посёлке по данным на 2007 год функционирует 1 учреждение здравоохранения.